# Gran Premio Claudio Carudel
El Gran Premio Claudio Carudel es uno de los grandes premios que se disputa desde el 2006 en el Hipódromo de la Zarzuela de Madrid, durante la temporada de primavera, en el mes de junio. La carrera está destinada a caballos y yeguas de tres años en adelante sobre una distancia de 1.600 metros.
La primera edición, la del 2006, se denominó Gran Premio de la Milla de Primavera.

## Palmarés[1][2][3]
| Gran Premio Claudio Carudel          |                            |                            |                                 |                                   |                            |
| 2025                                 | NAXOS (GB)                 | Ricardo Sousa              | Óscar Anaya                     | Cuadra Mediterráneo               | 1600m                      |
| 2024                                 | LISICLES (GB)              | Jaime Gelabert             | Ioannes Osorio                  | Cuadra Duque de Alburquerque      | 1600m                      |
| 2023                                 | SIMPLY STRIKING (FR)       | Ricardo Sousa              | Mauricio Delcher Sánchez        | Cuadra Mediterráneo               | 1600m                      |
| 2022                                 | SIMPLY STRIKING (FR)       | Ricardo Sousa              | Mauricio Delcher Sánchez        | Cuadra Mediterráneo               | 1600m                      |
| 2021                                 | RODABALLO (GB)             | José Luis Martínez         | Guillermo Arizcorreta           | Cuadra Pata Negra Racing          | 1600m                      |
| 2020                                 | AMEDEO MODIGLIANI (IRE)    | Václav Janáček             | Guillermo Arizcorreta           | Yeguada Rocío                     | 1600m                      |
| 2019                                 | BAYOUN (FR)                | Olivier Peslier            | Thierry Lemer                   | Thierry Lemer & Emilie Lafeu      | 1600m                      |
| 2018                                 | ARGUERO (SPA)              | Julien Grosjean            | Guillermo Arizkorreta           | Yeguada Rocío                     | 1600m                      |
| 2017                                 | ALMOROX (GB)               | Julien Augé                | Christophe Ferland              | Cuadra Ecurie Antonio Caro        | 1600m                      |
| 2016                                 | NOOZHOH CANARIAS (SPA)     | José Luis Martínez         | José Alberto Remolina           | Cuadra Grupo Bolaños Gran Canaria | 1600m                      |
| 2015                                 | No se disputó esta edición | No se disputó esta edición | No se disputó esta edición      | No se disputó esta edición        | No se disputó esta edición |
| 2014                                 | CIELO CANARIAS (IRE)       | José Luis Martínez         | Enrique León                    | Cuadra Grupo Bolaños Gran Canaria | 1600m                      |
| 2013                                 | ARES D'EMRA (FR)           | Václav Janáček             | Christian Delcher               | Cuadra Safsaf                     | 1600m                      |
| 2012                                 | MATUSALEN (SPA)            | Charles Nora               | Mauricio Delcher Sánchez        | Cuadra Miranda                    | 1600m                      |
| 2011                                 | VOLCANICO (IRE)            | Roberto Carlos Montenegro  | Francisco Rodríguez             | Cuadra Los Toneles                | 1600m                      |
| 2010                                 | SILVERSIDE (USA)           | Julien Grosjean            | Mauricio Delcher Sánchez        | Cuadra Safsaf                     | 1600m                      |
| 2009                                 | LORGAN (IRE)               | Julien Grosjean            | Mauricio Delcher Sánchez        | Cuadra Miranda                    | 1600m                      |
| 2008                                 | YEPES (IRE)                | Borja Fayos                | Juan Carlos Rosell              | Cuadra Ecu                        | 1600m                      |
| 2007                                 | TRUENO NEGRO (FR)          | José Luis Martínez         | José Carlos Fernández Rodríguez | Yeguada Cortiñal                  | 1600m                      |
| Gran Premio de la Milla de Primavera |                            |                            |                                 |                                   |                            |
| 2006                                 | DIRCE (SPA)                | Jorge Edgar Jarcovsky      | Ioannes Osorio                  | Cuadra Duque de Alburquerque      | 1600m                      |